# 白腰豆
白腰豆（英語：cannellini，cannellini bean）又名白腎豆（white kidney bean），是菜豆屬的菜豆（Phaseolus vulgaris）的一種。色白，形狀似腎臟（又叫作「腰」），因以為名。
這種白腰豆在英國和美國很受歡迎。相較於其他白色的豆類，長圓形的白腰豆的體積較細小。常用作烹調焗豆和豆餡餅及加入到多種西湯內（例如：著名的參議院豆湯）。由於近年研究發現白腰豆含有豐富的阿魏酸（Ferulic acid）及p-香豆酸（p-Coumaric acid），各種各樣聲稱含有「白腰豆精華」（White Kidney Bean Extract）的保健品都在全球熱賣，而且聲稱是「減肥減重」的恩物。

## 營養價值
白腰豆含有豐富的植物性磷脂絲胺酸（phosphatidylserine，簡稱PS）。

## 參看
- 菜豆屬：紅腰豆